# Haunted Lighthouse
Haunted Lighthouse è un cortometraggio del 2003 diretto da Joe Dante.

## Trama
Il cortometraggio racconta la storia di due bambini fantasma, che sono maledetti a rimanere per sempre su una spiaggia di Cape Cod e in un faro del XIX secolo. Dopo 100 anni incontrano due bambini in visita alla spiaggia e li portano al faro, sperando di trasformarli in fantasmi come loro.